# Міаз
Міаз (також Міази, англ. myiasis, також infestation by fly larvae, infestation by maggots, fly strike / flystrike, fly strike blowfly) — ектопаразитарна інфекційна хвороба, спричинена личинками двокрилих мух (особливо оводів, каліфоридів, Cochliomyia hominivorax), які живляться некротичною або, навіть, живою тканиною хазяїна.
Хоча мух найчастіше приваблюють відкриті рани та просякнуте сечею чи фекаліями хутро, деякі види можуть інвазувати навіть неушкоджену шкіру. Відомо, що вони використовують вологий ґрунт і неміатичних мух (таких як звичайна кімнатна муха), як переносників своїх паразитичних личинок.
Міаз широко варіюється за клінічними формами, які він демонструє, і за своїм впливом на хворих. Така варіація значною мірою залежить від виду мух і місця розташування личинок. Деякі мухи відкладають яйця у відкриті рани, інші личинки можуть проникати в непошкоджену шкіру або потрапляти в організм через ніс чи вуха, а треті можуть бути проковтнуті, якщо яйця потрапили на губи або на їжу. Також може виникнути випадковий міаз, як у випадку зараження людей E. tenax через воду, яка містить личинки, або через забруднену сиру їжу.
На додаток до ураження овець мухою, міаз, спричинений мухами-червами (зокрема, Cochliomyia hominivorax), регулярно завдає шкоди свійським коровам і козам на суму понад 100 млн доларів США на рік.

## Історичні факти
Фредерік Вільям Гоуп ввів термін «міаз» у 1840 році для позначення захворювань, спричинених личинками двокрилих, на відміну від тих, які спричинені личинками інших комах (терміном для цього був «холехіаз»). Гоуп описав кілька випадків міазу з Ямайки, спричиненого невідомими личинками. Один з випадків закінчився смертю пацієнта.

## Актуальність
Оскільки деякі тварини не можуть так само ефективно, як люди, реагувати на причини та наслідки міазу, такі інвазії становлять серйозну та постійну проблему для тваринницької промисловості в усьому світі, спричиняючи значні економічні збитки там, де цю проблему недостатньо контролюють люди.

## Етіологія
Життєвий цикл у овець типовий для хвороби. Самки мух відкладають яйця на вівцях у вологих, захищених місцях тіла, які просочуються сечею та фекаліями, головним чином на сідницях овець.
Dermatobia hominis спричинює фурункулярний міаз, який є ендемічним для тропічної південно-східної Мексики, Південної Америки, Центральної Америки та Тринідаду. Доросла муха нагадує джмеля; вона недовговічна і живе трохи більше тижня. Вона не живиться і її рідко бачать. Життєвий цикл мухи є унікальним, оскільки самка мухи, яка несе яйця, ловить кровоссального членистоногого, як правило, комара (хоча повідомлялося про 40 інших видів комах і кліщів), під час польоту та прикріплює свої яйця до його черевця (засоби пересування, відомі як форесія). Коли комар висмоктує кров від теплокровної тварини, місцеве тепло спонукає яйця вилупитися, впасти на шкіру хазяїна та безболісно проникнути через місце укусу комара або іншу невелику травму.

## Клінічні прояви
Те, як міаз впливає на організм людини, залежить від того, де знаходяться личинки. Личинки можуть інфікувати мертві, некротичні або живі тканини в різних місцях: на шкірі, очах, вухах, шлунково-кишковому тракті або в ділянках сечостатевої системи. Личинки можуть уражати відкриті рани та пошкодження або непошкоджену шкіру. Деякі потрапляють в організм через ніс або вуха. Личинки або яйця можуть потрапити в шлунок або кишки, якщо їх проковтнути з їжею, і спричинити шлунковий або кишковий міаз. У надзвичайно рідкісних випадках личинки можуть інколи інфікувати область вульви.

### Шкірний міаз
При ньому формуються болючі, повільного розвитку виразки або фурункулоподібні виразки, які можуть існувати протягом тривалого періоду.
Рановий міаз виникає, коли личинки мух заражають відкриті рани. Це було серйозним ускладненням військових поранень у тропічних районах, і іноді спостерігається у запущених пораненнях у більшості частин світу.
Доросла муха Hypoderma bovis велика, волохата і нагадує джмеля. Натуральними хазяями личинок цієї мухи є олені, велика рогата худоба і коні. Люди є аномальними хазяями, в яких паразит не може завершити свій розвиток. Зараження людей зазвичай відбувається в сільській місцевості, де розводять велику рогату худобу та коней. У тварин муха прикріплює яйця до волосків. Личинки вилуплюються, проникають у шкіру та широко блукають по підшкірних тканинах, зрештою локалізуються під шкірою спини, де утворюють фурункули. У людини личинки швидко (до 1 см за годину) і безладно мігрують через підшкірні тканини, утворюючи періодичні болючі набряки протягом місяців. Личинки можуть спонтанно виходити з фурункулів або гинути в тканинах. У рідкісних випадках личинки проникають в орбіту, область глотки та спинномозковий канал.
Міаз, який спричинює Cordylobia anthropophaga, є ендемічним для Африки на південь від Сахари. Доросла муха за розміром приблизно схожа на кімнатну муху, але кремезніша. Віддає перевагу тіні та найбільш активна рано вранці та вдень. Її приваблює запах сечі та калу. Самки відкладають яйця на сухому піщаному ґрунті або на вологому одязі, розвішаному для просушування. Яйця вилуплюються через 1-3 дні і можуть виживати біля поверхні ґрунту або на одязі до 15 днів, чекаючи контакту з відповідним хазяїном. Активовані теплом, таким як тепло тіла потенційного хазяїна, вони здатні проникати крізь непошкоджену шкіру гострими нижніми щелепами. Їхня личинкова стадія коротша, ніж у людської мухи, і завершується через 9-14 днів.
Рідкісна форма міазу, гематофагний міаз, поширений у немовлят молодше 9 місяців, особливо в тих, хто живе в сільській місцевості та ендемічних районах, і фурункули зазвичай формуються на обличчі.
Повзучий або мігруючий шкірний міаз може виникнути під час контакту з інфікованою великою рогатою худобою або у тих, хто працює з кіньми. Ця форма міазу нагадує шкірну мігруючу личинку з явною звивистою ниткоподібною червоною лінією, яка закінчується кінцевою везикулою, що позначає проходження личинки через шкіру. Личинка знаходиться назовні везикули.

### Міаз носа
Виникає закладеність носових ходів і сильне подразнення. У деяких випадках може розвинутися набряк обличчя і гарячка. При дослідженні носа (риноскопія) виявляють набряклу, виразкову слизову оболонку, наповнену некротичним матеріалом і червами, які повзають. У пацієнтів може бути перфорація перегородки або піднебіння, іноді одночасно. Також можна побачити ерозію перенісся та прилеглої ділянки обличчя, а також локальну орбітальну або дифузну флегмону обличчя. У меншої кількості хворих при обстеженні виявляють значне виразкування мигдалин і задньої стінки глотки за рахунок личинок. Смерть не є рідкістю.

### Вушний міаз
Відбувається відчуття повзання та дзижчання. Іноді з'являються смердючі виділення. При локалізації в середньому вусі личинки можуть потрапити в мозок.

### Офтальмоміаз
Досить поширене ураження. Виникає сильне подразнення повік і очного яблука, набряк і біль. Його найчастіше спричинює Hypoderma tarandi.

## Прогноз і ускладнення
Це самообмежена інвазія з мінімальною захворюваністю в переважній більшості випадків. Основними причинами для лікування є зменшення болю, косметика та психологічне полегшення. Як тільки личинка з'являється або її видаляють, ураження швидко зникають. Однак деякі личинки, такі як C. hominivorax, які спричинюють рановий міаз, здатні скупчуватися навколо отворів голови та проникати в тканини мозку.
Ускладненням може бути флегмона. Повідомлено про випадки неонатального фатального церебрального міазу, спричиненого проникненням личинок через фіброзну частину джерельця.

## Діагностика
Діагноз, як правило, ставиться шляхом ідентифікації личинок мух. Їхню приналежність до біологічного виду іноді важко визначити при дослідженні. У клінічному аналізі крові може бути лейкоцитоз та еозинофілія.

## Лікування
Неінвазивний підхід включає нанесення на центральну точку ураження вазеліну, рідкого парафіну, бджолиного воску, рідкої важкої олії або смужок бекону, що використовується для спонукання личинок спонтанно виходити протягом кількох годин, де по виходу їх прибирають пінцетом. Личинки з'являються на поверхні протягом 3-24 годин після застосування заливки.
Ці підходи використовують потребу личинки в кисні, заохочуючи її вийти самостійно. Однак нанесення не повинно обмежувати доступ кисню (наприклад, як лак для нігтів), оскільки це може призвести до асфіксії личинки, не даючи їй можливість міграції на поверхню шкіри. Якщо личинка загине через відсутність кисню, то необхідно її хірургічне видалення.
Незважаючи на те, що загальним підходом до лікування фурункулезного або раневого міазу є методи оклюзії/удушення або хірургічна санація та зрошення, пероральний івермектин виявився особливо корисним при ураженні порожнини рота, орбіти та носа. Він зменшив пов’язане запалення та деструктивний процес до санації. Було запропоновано, що пероральний івермектин слід розглядати як метод лікування порожнинного міазу людини.

## Профілактика
Перший метод спрямований на знищення дорослих мух до того, як вони можуть завдати будь-якої шкоди, і називається контролем переносників. Другим методом контролю є лікування після появи інвазії та стосується інфікованих тварин.